# Öster om Eden

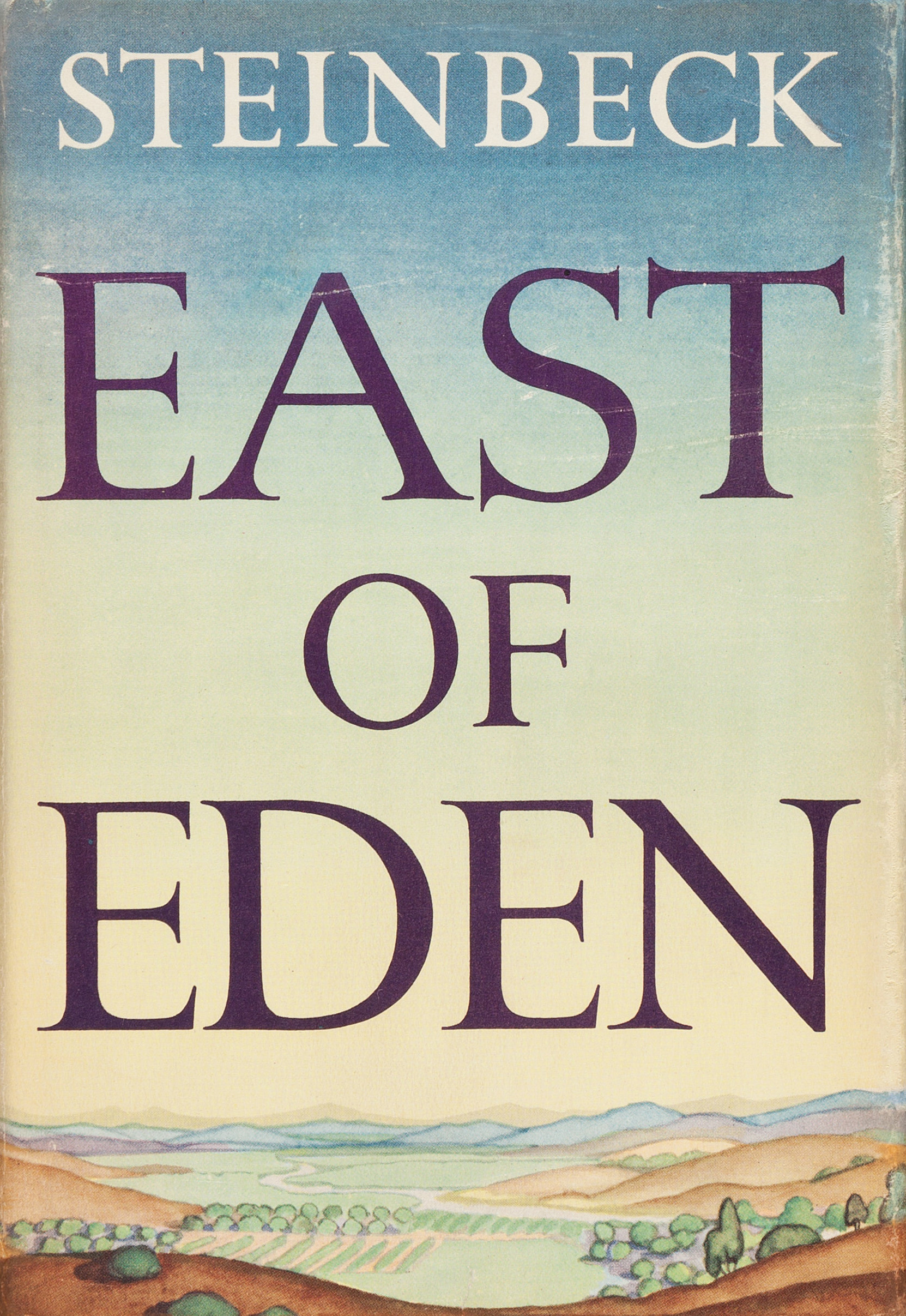
Omslag från 1952

Öster om Eden (originaltitel: East of Eden) är en roman från 1952 av John Steinbeck. Romanen räknas som ett av hans största verk vid sidan av Vredens druvor.
Boken publicerades 1952 och tre år senare, 1955, blev den filmatiserad av regissören Elia Kazan (med James Dean i huvudrollen). Det finns även en mini-TV-serie av Öster om Eden från 1981 med bland andra Jane Seymour och Bruce Boxleitner i huvudrollerna.

## Handling
I centrum står nybyggaren Adam Trask som tillsammans med sin hustru Cathy väljer att slå sig ner i Salinasdalen i Kalifornien precis före sekelskiftet till 1900-talet. Boken bygger på stoff ur John Steinbecks egen familjekrönika, men är även en historisk och filosofisk skildring över det goda och det onda i världen.

## Titel
Själva uttrycket "Öster om Eden" syftar på Bibelns skildring i 1 Moseboken, kapitel 3, där Adam och Eva efter att ha ätit av kunskapens träd blir förvisade från Eden och Gud sätter ut keruber som vaktar Livets träd. Efter att Kain mördat sin bror Abel 1 Mos kapitel 4, blir han också förvisad från sin familj och bosatte sig i landet Nod, öster om Eden.

## Kuriosa
Öster om Eden har i Göteborgshumor gett upphov till namnet på ett bostadsområde i Göteborg, nämligen "Öster om Heden" som ligger just öster om Heden.